# Emil Westerberg
Adolf Emil Westerberg, född 5 maj 1844 i Stockholm, död 6 augusti 1925 i Bromma, var en svensk xylograf.
Westerberg var gift med Fanny Mathilda Gustafa Westerberg. Han medverkade som xylograf i Ny illustrerad tidning, Förr och Nu samt i bokverket Svenska målares taflor. På den historiskt-topografiska utställningen i Örebro visades ett antal av Westerbergs xylografier. Han utförde träsnitt efter målningar av konstnärer verksamma under Carl XV:s tid och för August Strindberg och Claes Lundins Gamla Stockholm 1882.